# Resolució 16 del Consell de Seguretat de les Nacions Unides
La Resolució 16 del Consell de Seguretat de les Nacions Unides, aprovada el 10 de gener de 1947, reconeixia la creació del Territori Lliure de Trieste, realitzant aquesta aprovació sobre la base dels tres documents presentats.
La resolució va ser adoptada per 10 vots a favor, i una abstenció per part de Austràlia.